# Le Cheval de bois
Pour plus de détails, voir Fiche technique et Distribution.
Le Cheval de bois (The Wooden Horse) est un film de guerre britannique de Jack Lee, sorti en 1950. 

## Synopsis
Pendant la guerre, des prisonniers fomentent une tentative d'évasion du camp allemand Stalag Luft III en utilisant un cheval de bois.

## Fiche technique
- Titre Le Cheval de bois
- Titre original : The Wooden Horse
- Réalisateur : Jack Lee, finalisé par Ian Dalrymple
- Scénariste : Eric Williams d'après son roman
- Genre : drame
- Producteur : Ian Dalrymple
- Musique : Clifton Parker
- Durée : 101 minutes
- Lieu du tournage : Danemark

## Distribution
- Leo Genn : Peter Howard, un aviateur anglais bien décidé avec son ami John de s'évader du Stalag où il est détenu
- David Tomlinson : Phil
- Anthony Steel : John Clinton, un aviateur anglais candidat à l'évasion avec son ami Peter
- David Greene : Bennett
- Bryan Forbes : Paul
- Franz Schafheitlin : le commandant du Stalag